# تپه خولکو (خاکستر) سلطان‌آباد
تپه خولکو (خاکستر) سلطان آباد مربوط به دوران‌های تاریخی پس از اسلام است و در شهرستان بیجار، بخش مرکزی، روستای سلطان آباد تنبلی واقع شده و این اثر در تاریخ ۲۴ فروردین ۱۳۸۲ با شمارهٔ ثبت ۸۰۴۱ به‌عنوان یکی از آثار ملی ایران به ثبت رسیده است.